# サイバーマンの再興
「サイバーマンの再興」（サイバーマンのさいこう、原題 : "Ascension of the Cybermen"）は、イギリスのSFドラマ『ドクター・フー』の第12シリーズ第9話。クリス・チブナルとジェイミー・マグナス・ストーンがそれぞれ脚本と監督を務め、2020年2月23日に BBC One で初放送された。
本作は3月1日に放送された「時を超えた子供たち」との二部作の前編である。視聴者数は499万人で、批評家からは肯定的なレビューを受けた。

## あらすじ
前話「フランケンシュタインが生まれた夜」でサイベリアムを孤高のサイバーマンに譲渡してしまった13代目ドクター（演:ジョディ・ウィテカー）は、遠い未来のサイバー戦争で絶滅寸前に陥った人類をサイバーマンから救出する。しかしこの戦いでライアンとドクター、そしてヤズとグレアムは離れ離れになってしまいう。前者2人はサイバーマンのシャトルを奪って脱出し、後者は生き残りの人類の脱出戦でその場を後にし、孤高のサイバーマンに追われることになる。彼らは遠い別の場所へワープできる境界を目指し、境界のあるコ・シャルムスへ向かう。
一方20世紀初頭のアイルランドでは、若い夫婦が捨て子のブレンダンを拾って養子として迎え入れる。成長したブレンダンは警察官になり、公務中に崖で逃亡犯と争って転落するが、無傷で生還を果たす。老いた彼は警察官を引退するが、彼は若い姿を維持した養父と恩師に拘束された末に記憶を抹消されてしまう。
グレアムたちは死亡したサイバーマンの大型船に乗り換えて境界を目指していたが、船内に孤高のサイバーマンがテレポートし、新型のサイバーマンを次々に起動し始める。別ルートで境界へ辿り着いたドクターたちはコ・シャルムスが惑星の名ではなく境界の番人（演:イアン・マッケルヒニー）の名であることを知るとともに、境界から飛び出した人物の姿に衝撃を受ける。境界から姿を現したのはマスターで、その向こうにはドクターとマスターの滅び去った故郷ガリフレイが広がっていた。

## 製作
「サイバーマンの再興」はクリス・チブナルが脚本を、ジェイミー・マグナス・ストーンが監督を担当した。ストーンは本作と「時を超えた子供たち」からなる第5製作ブロックを監督した。
ジュリー・グラハムは人類の生き残りの女性ラヴィオ役で出演した。他のゲスト出演者にはイアン・マッケルヒニーとスティーヴ・トゥーサンがいた。彼らは次話「時を超えた子供たち」にも出演することが報じられた。

## 放送と反応
| 専門評論家によるレビュー           | 専門評論家によるレビュー |
| レビュー・スコア                   | レビュー・スコア         |
| 出典                               | 評価                     |
| ---------------------------------- | ------------------------ |
| The A.V. Club                      | B                        |
| エンターテインメント・ウィークリー | B+                       |
| メトロ                             | [ 7 ]                    |
| ラジオ・タイムズ                   | [ 8 ]                    |
| インデペンデント                   | [ 9 ]                    |
| デイリー・テレグラフ               | [ 10 ]                   |

「サイバーマンの再興」はイギリスでは2020年2月23日に放送され、日本では2020年8月19日からHuluで字幕版・吹替版共に配信が開始された。
イギリスでのその晩の視聴者数は371万人で、この数字はその日のテレビ番組では第8位であった。Audience Appreciation Index は81を記録した。合計視聴者数は499万人で、その週のイギリスのテレビ番組では第25位であった。この合計視聴者数は「消えたローマ兵士の謎」の473万人、「嘘という支配」の482万人、「悪魔の呼び声」の490万人に続いて新シリーズでは4番目に少ない記録であった。